# REDリターンズ
『REDリターンズ』（RED 2）は、2013年のアメリカ合衆国のアクションコメディ映画である。DCコミックス傘下のオマージュ・コミックスから出版されたウォーレン・エリスとカリー・ハムナーによるリミテッドシリーズ『Red』を原作とした2010年の映画『RED/レッド』の続編である。出演はブルース・ウィリス、ジョン・マルコヴィッチ、メアリー＝ルイーズ・パーカー、キャサリン・ゼタ＝ジョーンズ、イ・ビョンホン、アンソニー・ホプキンス、ヘレン・ミレン、監督はディーン・パリソット、脚本は前作と同じくジョン・ホーバーとエリック・ホーバーが執筆する。

## あらすじ
CIAが最も恐れた超一流の元スパイたち、RED「Retired Extremely Dangerous」（引退した超危険人物）。前作の事件から3年後、そのリーダー的存在の元CIA工作員のフランク・モーゼズは恋人のサラ・ロスと普通の生活を送ろうとしていた。彼は、敵はまだ自分たちを追っているというマーヴィン・ボッグスの主張を退け、マーヴィンは車を走らせ、彼の車は爆発する。フランクはマーヴィンが死んだことに納得できないが、サラの説得でマーヴィンの葬儀に参列し、涙ながらに弔辞を述べる。政府捜査官はFBIのヤンキー・ホワイト施設でフランクを尋問する。悪徳捜査官ジャック・ホートンと民間軍事請負業者のチームが施設を待ち伏せ、フランクが必要な情報を与えるまでサラを拷問すると脅す。フランクはホートンから逃れ、まだ生きているマーヴィンの助けを借りてサラを連れて逃走する。マービンは、自分とフランクが、冷戦時代にロシアに核兵器を密輸する秘密作戦「オペレーション・ナイトシェイド」のメンバーとして狙われていると説明する。ホートンは国際機関にフランクとその仲間が逃亡中のテロリストであると説得する。フランクの古くからの盟友ヴィクトリアは、逃亡者の殺害をMI6から請け負ったことを告げる。もう一人の殺し屋ハン・チョバイも雇われ、フランクへの復讐を企てていた。

## キャスト
※括弧内は日本語吹替
- フランク・モーゼズ - ブルース・ウィリス（磯部勉）

元CIAエージェント。サラと穏やかな日々を過ごす。
- マーヴィン・ボッグス - ジョン・マルコヴィッチ（樋浦勉）

フランクの親友。爆発に巻き込まれて命を落としたように見えたが実は偽造工作で生きていた。
- サラ・ロス - メアリー＝ルイーズ・パーカー（山像かおり）

フランクの恋人。スリルを好み、冒険を求める。
- ヴィクトリア - ヘレン・ミレン（沢田敏子）

スナイパー。元MI6のエージェント。
- カーチャ・ペトロビッチ - キャサリン・ゼタ＝ジョーンズ（深見梨加）

ロシアの諜報員。フランクの昔の恋人。
- ハン・チョバイ - イ・ビョンホン（阪口周平）

殺し屋。元CIA。
- エドワード・ベイリー - アンソニー・ホプキンス（勝部演之）

博士。
- イヴァン・シモノフ - ブライアン・コックス（石田太郎）

ロシア人。
- ジャック・ホートン - ニール・マクドノー（大塚芳忠）

捜査官。
- カエル - デヴィッド・シューリス（安原義人）

情報屋。ロシアのKGBの飲み水に毒を入れて、その間に機密を盗んだ過去を持つ。
- デイヴィス - ギャリック・ヘイゴン（英語版）（津田英三）

ジャックの上司。
- フィリップス - ティム・ピゴット＝スミス（梅津秀行）

長官。
- ウェイド - ミッチェル・マレン（河本邦弘）

FBIの捜査官。
- ブラックウェル - マーティン・シムズ（佐々木啓夫）

FBIのメンバー。
- マッケノン - ヴィアスタ・ヴラナ（水野龍司）
- その他の日本語吹き替え ‐ 川島悠美/小田柿悠太/志田有彩/田尻浩章/塩谷綾子

## 製作
2011年1月、サミット・エンターテインメントは『RED/レッド』がプロデューサーのロレンツォ・ディ・ボナヴェンチュラの予想以上に商業的な成功をおさめたため、ジョン・ホーバーとエリック・ホーバーを2作目の脚本執筆のために再び雇った。2011年3月、ヘレン・ミレンは『RED 2』の準備ができていると述べた。2011年10月、サミット・エンターテインメントは『RED 2』の公開日を2013年8月2日と発表した。2012年2月、『ギャラクシー・クエスト』と『ディック&ジェーン 復讐は最高!』を監督したことで知られるディーン・パリソットとの最終交渉が行われた。2012年5月、キャサリン・ゼタ＝ジョーンズとイ・ビョンホンが『RED 2』のキャストに加わる契約を交わした。また同月、アンソニー・ホプキンスが『マイティ・ソー/ダーク・ワールド』とのスケジュールの都合がつけば、本作に悪役のエドワード・ベイリー役で出演することが報じられた。2012年7月、ニール・マクドノーとの出演交渉に入った。2012年8月、『RED 2』の撮影が9月よりモントリオールで始まることが発表された。この都市が選ばれたのはケベック州が25%の税額控除を提供し、また街並みがヨーロッパのそれ（本作の舞台設定はロンドン、パリ、モスクワ、バージニア州）に似ているからである。また、モントリオールの後にはロンドンでも撮影が行われるが、映画のそのシーンのうちモントリオールで撮られた部分は実際にロンドンで撮った部分の倍になると報じられた。2012年9月、デヴィッド・シューリスがザ・フロッグ役でキャストに加わった。
2012年9月、モントリオールで主要撮影が始まった。10月半ばにパリ、さらに同月末にはロンドンに移った。

## 公開
2013年3月、サミットは公開日を当初予定していた2013年8月2日から7月19日に変更した。

### 批評家の反応
2013年7月19日時点でRotten Tomatoesでは90件のレビューで支持率は40%となっている。またMetacriticでは31件のレビューで加重平均値は47/100となっている。

## テレビ放送
| 回数 | テレビ局   | 番組名（放送枠名） | 放送日         | 放送時間      | 放送分数 | 視聴率 |
| ---- | ---------- | ------------------ | -------------- | ------------- | -------- | ------ |
| 1    | フジテレビ | 土曜プレミアム     | 2017年1月28日  | 21:00 - 23:10 | 130分    | 7.1%   |
| 2    | テレビ東京 | 午後のロードショー | 2020年11月13日 | 13:35 - 15:40 | 125分    | 3.4%   |

- 視聴率はビデオリサーチ調べ、関東地区・世帯・リアルタイム。